# Fünf Brüder (Oberwartha)

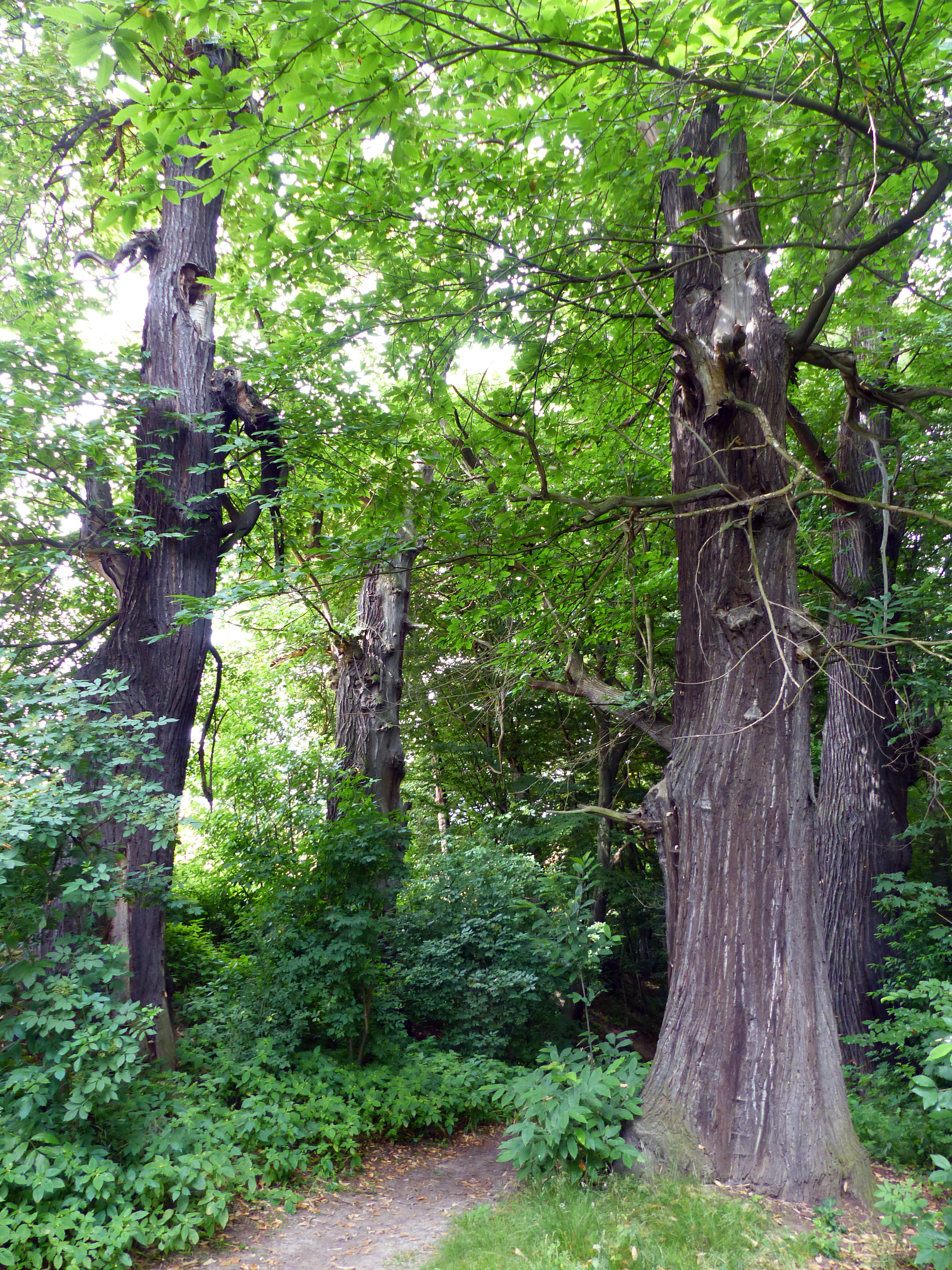
Fünf Brüder

Die Fünf Brüder sind eine als Naturdenkmal geschützte Baumgruppe in der Dresdner Ortschaft Oberwartha.

## Beschreibung
Die Baumgruppe am Tännichtgrund besteht aus fünf Edelkastanien, die Pflanzzeit wird etwa auf die erste Hälfte des 17. Jahrhunderts datiert. Die Baumhöhen betragen zwischen 12 und 25 Meter, die Baumkronen weisen Durchmesser von etwa 10 bis 20 Meter auf. Die Stammumfänge in 1,30 Meter Höhe variieren von 4,15 Meter bis 6,20 Meter.
Der Weg von Oberwartha in den Tännichtgrund, an dem sich die Fünf Brüder befinden, wurde nach der Baumgruppe Fünf-Brüder-Weg genannt. Die nahegelegene Gertrud-Quelle entwässert in den Fünf-Brüder-Bach, ein Zufluss des Tännichtgrundbachs.

## Sagen
Über den Ursprung der Fünf Brüder sind verschiedene Sagen überliefert. Eine berichtet von einer Familie, die vor vielen Jahrhunderten in Oberwartha wohnte. Zur Familie gehörten fünf Söhne und eine Tochter. Letztere verbrachte oft ihre Zeit an einem See am Waldrand. An diesem See ließ sich eines Tages ein Drache nieder, der die Tochter entführte und in sein verzaubertes Schloss in einem nahegelegenen Steinbruch verschleppte. Der Drache versprach dem Mädchen alle Schätze der Welt, wenn sie ihn heiratete, sie jedoch wies das Ungeheuer immer wieder zurück. Als die Tochter nicht nach Hause kam, zogen die Brüder einer nach dem anderen aus, um ihre Schwester zu finden; sie wurden alle durch den Drachen getötet. Nach vielen Jahren gelang es der Tochter, das Schloss des Drachen für eine kurze Zeit zu verlassen. Sie entdeckte einen blutigen Dolch, der einem ihrer Brüder gehörte, und realisierte, dass der Drache sie alle getötet hatte. Mit einer List gelang der Tochter schließlich die endgültige Flucht, sie vertrieb den Drachen und kehrte in ihre Heimat zurück. Zum Gedenken an ihre Brüder pflanzte sie die fünf Bäume.
Einer anderen Sage nach pflanzten sechs Mönche aus dem Kloster Altzella je eine Edelkastanie, bevor sie zu einem Kreuzzug aufbrachen. Von den sechs Bäumen wuchsen jedoch nur fünf, und einige Jahre später kehrten auch nur fünf der Mönche zurück in die Heimat, der sechste war auf dem Kreuzzug ums Leben gekommen.
Eine weitere Legende erzählt von fünf ortsansässigen Brüdern, die in die Welt zogen und es zu Reichtum und Wohlstand brachten; bei ihrer Rückkehr in die Heimat pflanzte jeder von ihnen aus Dankbarkeit einen Baum.